# Volker Winkler
Volker Winkler (n. 20 iulie 1957, Merseburg, Republica Democrată Germană, Germania) este un ciclist german, medaliat olimpic. A participat la o ediție a Jocurilor Olimpice (1980) în care a câștigat o medalie de argint.

## Participări
Lista de mai jos prezintă principalele competiții la care a participat Volker Winkler de-a lungul carierei.
- Velosport na letnih Olimpiiskih igrah 1980 - komandnaia gonka presledovania (mujcinî)[*]